# Ruda (Skrzynka)
Ruda – część wsi Skrzynka w Polsce, położona w województwie małopolskim, w powiecie dąbrowskim, w gminie Szczucin.
W latach 1975–1998 Ruda należała administracyjnie do województwa tarnowskiego.